# Leeds and the Thousand Islands
Leeds and the Thousand Islands to gmina (ang. township) w Kanadzie, w prowincji Ontario, w hrabstwie Leeds And Grenville.
Powierzchnia Leeds and the Thousand Islands to 606,91 km².
Według danych spisu powszechnego z roku 2001 Leeds and the Thousand Islands liczy 9069 mieszkańców (14,94 os./km²).